# Tour de France 1950
Le Tour de France 1950 est la 37e édition du Tour de France, course cycliste qui s'est déroulée du 13 juillet au 7 août 1950 sur 22 étapes pour 4 773 km. Le vainqueur du Tour est le Suisse Ferdi Kübler.
La course est l'une des épreuves comptant pour le Challenge Desgrange-Colombo.

## Généralités
Le départ fictif, situé place du Palais-Royal dans le 1er arrondissement de Paris, est donné par l'artiste américain Orson Welles. Le départ réel a lieu à 8 h à Nogent-sur-Marne.
Niort (Deux-Sèvres), Saint-Gaudens (Haute-Garonne), Menton (Alpes-Maritimes) et Saint-Étienne (Loire) sont villes-étapes pour la première fois.
Gino Bartali, capitaine de l'équipe italienne, menacé et attaqué par des spectateurs lui reprochant d'avoir fait chuter le français Jean Robic, se retire dans la 12e étape du Tour et abandonne la course avec tous les autres Italiens (y compris Fiorenzo Magni, porteur du maillot jaune). Le passage du Tour en Italie est annulé par crainte de représailles, les étapes devant arriver à San Remo et en partir sont raccourcies, la ligne étant tracée à Menton.
L'apparition des délais à l'arrivée des étapes entraîne un grand nombre de coureurs éliminés.
La vitesse moyenne de ce Tour est de 32,778 km/h.

## Étapes
| Étape,    | Date            | Villes étapes                    |                                         | Distance (km)         | Vainqueur d’étape     | Leader du classement général |
| --------- | --------------- | -------------------------------- | --------------------------------------- | --------------------- | --------------------- | ---------------------------- |
| 1re étape | jeu. 13 juillet | Paris - Nogent-sur-Marne – Metz  | Étape de plaine                         | 307                   | Jean Goldschmit       | Jean Goldschmit              |
| 2e étape  | ven. 14 juillet | Metz – Liège (BEL)               | Étape de plaine                         | 241                   | Adolfo Leoni          | Jean Goldschmit              |
| 3e étape  | sam. 15 juillet | Liège (BEL) – Lille              | Étape de plaine                         | 232                   | Alfredo Pasotti       | Bernard Gauthier             |
| 4e étape  | dim. 16 juillet | Lille – Rouen                    | Étape de plaine                         | 231                   | Stan Ockers           | Bernard Gauthier             |
| 5e étape  | lun. 17 juillet | Rouen – Dinard                   | Étape de plaine                         | 316                   | Giovanni Corrieri     | Bernard Gauthier             |
|           | mar. 18 juillet | Dinard                           | Jour de repos                           | Journée de repos no 1 | Journée de repos no 1 | Journée de repos no 1        |
| 6e étape  | mer. 19 juillet | Dinard – Saint-Brieuc            | Contre-la-montre individuel             | 78                    | Ferdi Kübler          | Jean Goldschmit              |
| 7e étape  | jeu. 20 juillet | Saint-Brieuc – Angers            | Étape de plaine                         | 248                   | Nello Lauredi         | Bernard Gauthier             |
| 8e étape  | ven. 21 juillet | Angers – Niort                   | Étape de plaine                         | 181                   | Fiorenzo Magni        | Bernard Gauthier             |
| 9e étape  | sam. 22 juillet | Niort – Bordeaux                 | Étape de plaine                         | 206                   | Alfredo Pasotti       | Bernard Gauthier             |
| 10e étape | dim. 23 juillet | Bordeaux – Pau                   | Étape de plaine                         | 202                   | Marcel Dussault       | Bernard Gauthier             |
|           | lun. 24 juillet | Pau                              | Jour de repos                           | Journée de repos no 2 | Journée de repos no 2 | Journée de repos no 2        |
| 11e étape | mar. 25 juillet | Pau – Saint-Gaudens              | Étape de montagne                       | 230                   | Gino Bartali          | Fiorenzo Magni               |
| 12e étape | mer. 26 juillet | Saint-Gaudens – Perpignan        | Étape de plaine                         | 233                   | Maurice Blomme        | Ferdi Kübler                 |
| 13e étape | jeu. 27 juillet | Perpignan – Nîmes                | Étape de plaine                         | 215                   | Marcel Molinès        | Ferdi Kübler                 |
| 14e étape | ven. 28 juillet | Nîmes – Toulon                   | Étape de plaine                         | 222                   | Custodio Dos Reis     | Ferdi Kübler                 |
| 15e étape | sam. 29 juillet | Toulon – Menton                  | Étape de montagne                       | 206                   | Jean Diederich        | Ferdi Kübler                 |
| 16e étape | dim. 30 juillet | Menton – Nice                    | Étape de montagne                       | 96                    | Ferdi Kübler          | Ferdi Kübler                 |
|           | lun. 31 juillet | Nice                             | Jour de repos                           | Journée de repos no 3 | Journée de repos no 3 | Journée de repos no 3        |
| 17e étape | mar. 1er août   | Nice – Gap                       | Étape de montagne                       | 229                   | Raphaël Géminiani     | Ferdi Kübler                 |
| 18e étape | mer. 2 août     | Gap – Briançon                   | Étape de montagne                       | 165                   | Louison Bobet         | Ferdi Kübler                 |
| 19e étape | jeu. 3 août     | Briançon – Saint-Étienne         | Étape de montagne                       | 291                   | Raphaël Géminiani     | Ferdi Kübler                 |
|           | ven. 4 août     | Saint-Étienne                    | Jour de repos                           | Journée de repos no 4 | Journée de repos no 4 | Journée de repos no 4        |
| 20e étape | sam. 5 août     | Saint-Étienne – Lyon             | Contre-la-montre individuel en montagne | 98                    | Ferdi Kübler          | Ferdi Kübler                 |
| 21e étape | dim. 6 août     | Lyon – Dijon                     | Étape de plaine                         | 233                   | Gino Sciardis         | Ferdi Kübler                 |
| 22e étape | lun. 7 août     | Dijon – Paris - Parc des Princes | Étape de plaine                         | 314                   | Émile Baffert         | Ferdi Kübler                 |

## Classements

### Classement général final
| Classement général | Classement général      | Classement général | Classement général       | Classement général   |
|                    | Coureur                 | Pays               | Équipe                   | Temps                |
| ------------------ | ----------------------- | ------------------ | ------------------------ | -------------------- |
| 1er                | Ferdi Kübler            | Suisse             | Suisse                   | en 145 h 36 min 56 s |
| 2e                 | Stan Ockers             | Belgique           | Belgique                 | + 9 min 30 s         |
| 3e                 | Louison Bobet           | France             | France                   | + 22 min 19 s        |
| 4e                 | Raphaël Géminiani       | France             | France                   | + 31 min 14 s        |
| 5e                 | Jean Kirchen            | Luxembourg         | Luxembourg               | + 34 min 21 s        |
| 6e                 | Kléber Piot             | France             | Île-de-France - Nord-Est | + 41 min 35 s        |
| 7e                 | Pierre Cogan            | France             | Centre - Sud-Ouest       | + 52 min 22 s        |
| 8e                 | Raymond Impanis         | Belgique           | Belgique                 | + 53 min 34 s        |
| 9e                 | Georges Meunier         | France             | Centre - Sud-Ouest       | + 54 min 29 s        |
| 10e                | Jean Goldschmit         | Luxembourg         | Luxembourg               | + 55 min 21 s        |
| 11e                | Pierre Brambilla        | France             | Sud-Est                  | + 57 min 14 s        |
| 12e                | Jean Robic              | France             | Ouest                    | + 59 min 45 s        |
| 13e                | Roger Lambrecht         | Belgique           | Belgique                 | + 1 h 0 min 29 s     |
| 14e                | André Brulé             | France             | Île-de-France - Nord-Est | + 1 h 5 min 29 s     |
| 15e                | Marcel Verschueren (en) | Belgique           | Aiglons belges           | + 1 h 5 min 50 s     |
| 16e                | Marcel De Mulder        | Belgique           | Aiglons belges           | + 1 h 11 min 38 s    |
| 17e                | Bernard Gauthier        | France             | Sud-Est                  | + 1 h 13 min 29 s    |
| 18e                | Jean Diederich          | Luxembourg         | Luxembourg               | + 1 h 14 min 56 s    |
| 19e                | Robert Castelin         | France             | Sud-Est                  | + 1 h 25 min 12 s    |
| 20e                | Attilio Redolfi         | France             | Île-de-France - Nord-Est | + 1 h 28 min 57 s    |
| 21e                | Willy Kemp              | Luxembourg         | Luxembourg               | + 1 h 37 min 53 s    |
| 22e                | Briek Schotte           | Belgique           | Belgique                 | + 1 h 46 min 51 s    |
| 23e                | Armand Baeyens          | Belgique           | Aiglons belges           | + 1 h 47 min 39 s    |
| 24e                | Paul Giguet             | France             | France                   | + 1 h 48 min 5 s     |
| 25e                | Marcel Hendrickx        | Belgique           | Belgique                 | + 1 h 59 min 19 s    |
| modifier           |                         |                    |                          |                      |

### Classements annexes finals
| Classement du Prix du meilleur grimpeur, | Classement du Prix du meilleur grimpeur, | Classement du Prix du meilleur grimpeur, | Classement du Prix du meilleur grimpeur, | Classement du Prix du meilleur grimpeur, |
| ---------------------------------------- | ---------------------------------------- | ---------------------------------------- | ---------------------------------------- | ---------------------------------------- |
|                                          | Coureur                                  | Pays                                     | Équipe                                   | Point(s)                                 |
| 1er                                      | Louison Bobet                            | France                                   | France                                   | 58 points                                |
| 2e                                       | Stan Ockers                              | Belgique                                 | Belgique                                 | 44 pts                                   |
| 3e                                       | Jean Robic                               | France                                   | Ouest                                    | 41 pts                                   |
| 4e                                       | Ferdi Kübler                             | Suisse                                   | Suisse                                   | 39 pts                                   |
| 5e                                       | Kléber Piot                              | France                                   | Île-de-France - Nord-Est                 | 36 pts                                   |
| 6e                                       | Raphaël Géminiani                        | France                                   | France                                   | 33 pts                                   |
| 7e                                       | André Brulé                              | France                                   | Île-de-France - Nord-Est                 | 19 pts                                   |
| 8e                                       | Georges Meunier                          | France                                   | Centre - Sud-Ouest                       | 14 pts                                   |
| 9e                                       | Raymond Impanis                          | Belgique                                 | Belgique                                 | 12 pts                                   |
| 10e                                      | Pierre Brambilla                         | France                                   | Sud-Est                                  | 10 pts                                   |
| modifier                                 |                                          |                                          |                                          |                                          |

| Classement du Challenge international | Classement du Challenge international | Classement du Challenge international | Classement du Challenge international |
|                                       | Équipe                                | Pays                                  | Temps                                 |
| ------------------------------------- | ------------------------------------- | ------------------------------------- | ------------------------------------- |
| 1re                                   | Belgique                              | Belgique                              | en 438 h 54 min 21 s                  |
| 2e                                    | France                                | France                                | + 38 min 5 s                          |
| 3e                                    | Luxembourg                            | Luxembourg                            | + 41 min 5 s                          |
| 4e                                    | Île-de-France - Nord-Est              | France                                | + 1 h 12 min 28 s                     |
| 5e                                    | Sud-Est                               | France                                | + 1 h 32 min 22 s                     |
| 6e                                    | Centre - Sud-Ouest                    | France                                | + 1 h 53 min 16 s                     |
| 7e                                    | Aiglons belges                        | Belgique                              | + 2 h 1 min 34 s                      |
| 8e                                    | Suisse                                | Suisse                                | + 3 h 9 min 12 s                      |
| 9e                                    | Ouest                                 | France                                | + 3 h 28 min 56 s                     |
| 10e                                   | Paris                                 | France                                | + 5 h 51 min 48 s                     |
| modifier                              |                                       |                                       |                                       |

### Évolution des classements
| Étape              | Vainqueur          | Classement général | Classement de la montagne | Challenge international |
| ------------------ | ------------------ | ------------------ | ------------------------- | ----------------------- |
| 1                  | Jean Goldschmit    | Jean Goldschmit    | Non décerné               | Luxembourg              |
| 2                  | Adolfo Leoni       | Jean Goldschmit    | Non décerné               | Luxembourg              |
| 3                  | Alfredo Pasotti    | Bernard Gauthier   | Non décerné               | Sud-Est                 |
| 4                  | Stan Ockers        | Bernard Gauthier   | Non décerné               | Sud-Est                 |
| 5                  | Giovanni Corrieri  | Bernard Gauthier   | Non décerné               | Sud-Est                 |
| 6                  | Ferdinand Kübler   | Jean Goldschmit    | Non décerné               | Belgique                |
| 7                  | Nello Lauredi      | Bernard Gauthier   | Non décerné               | Sud-Est                 |
| 8                  | Fiorenzo Magni     | Bernard Gauthier   | Non décerné               | Sud-Est                 |
| 9                  | Alfredo Pasotti    | Bernard Gauthier   | Non décerné               | Sud-Est                 |
| 10                 | Marcel Dussault    | Bernard Gauthier   | Non décerné               | Sud-Est                 |
| 11                 | Gino Bartali       | Fiorenzo Magni     | Louison Bobet             | Italie                  |
| 12                 | Maurice Blomme     | Ferdinand Kübler   | Louison Bobet             | France                  |
| 13                 | Marcel Molinès     | Ferdinand Kübler   | Louison Bobet             | Belgique                |
| 14                 | Custodio Dos Reis  | Ferdinand Kübler   | Louison Bobet             | Belgique                |
| 15                 | Jean Diederich     | Ferdinand Kübler   | Louison Bobet             | Belgique                |
| 16                 | Ferdinand Kübler   | Ferdinand Kübler   | Louison Bobet             | Belgique                |
| 17                 | Raphaël Géminiani  | Ferdinand Kübler   | Jean Robic                | Belgique                |
| 18                 | Louison Bobet      | Ferdinand Kübler   | Louison Bobet             | Belgique                |
| 19                 | Raphaël Géminiani  | Ferdinand Kübler   | Louison Bobet             | Belgique                |
| 20                 | Ferdinand Kübler   | Ferdinand Kübler   | Louison Bobet             | Belgique                |
| 21                 | Gino Sciardis      | Ferdinand Kübler   | Louison Bobet             | Belgique                |
| 22                 | Émile Baffert      | Ferdinand Kübler   | Louison Bobet             | Belgique                |
| Classements finals | Classements finals | Ferdinand Kübler   | Louison Bobet             | Belgique                |

## Liste des coureurs
La liste ci-dessous présente les coureurs inscrits par numéro de dossard.
| Légende | Légende                                                                    | Légende | Légende                                                    |
| ------- | -------------------------------------------------------------------------- | ------- | ---------------------------------------------------------- |
| Num     | Dossard de départ porté par le coureur sur ce Tour                         | Pos     | Position à l'arrivée de la course                          |
|         | Indique un maillot de champion national ou mondial, suivi de sa spécialité | NP      | Indique un coureur qui n'a pas pris le départ de la course |
| AB      | Indique un coureur qui n'a pas terminé la course                           | HD      | Indique un coureur qui a terminé la course hors des délais |

| Italie                            | Italie                   | Italie |
| --------------------------------- | ------------------------ | ------ |
| Num                               | Coureur                  | Pos    |
| 1                                 | Gino Bartali (ITA)       | AB-12  |
| 2                                 | Serafino Biagioni (ITA)  | AB-12  |
| 3                                 | Angelo Brignole (ITA)    | AB-12  |
| 4                                 | Giovanni Corrieri (ITA)  | AB-12  |
| 5                                 | Guido De Santi (ITA)     | HD-3   |
| 6                                 | Attilio Lambertini (ITA) | AB-12  |
| 7                                 | Fiorenzo Magni (ITA)     | AB-12  |
| 8                                 | Silvio Pedroni (ITA)     | AB-12  |
| 9                                 | Luciano Pezzi (ITA)      | HD-7   |
| 10                                | Virgilio Salimbeni (ITA) | AB-12  |
| Directeur sportif : Alfredo Binda |                          |        |

| Belgique                         | Belgique               | Belgique |
| -------------------------------- | ---------------------- | -------- |
| Num                              | Coureur                | Pos      |
| 11                               | Maurice Blomme (BEL)   | AB-16    |
| 12                               | Hilaire Couvreur (BEL) | AB-11    |
| 13                               | Marcel Dupont (BEL)    | HD-20    |
| 14                               | Marcel Hendricks (BEL) | 25e      |
| 15                               | Raymond Impanis (BEL)  | 8e       |
| 16                               | Roger Lambrecht (BEL)  | 13e      |
| 17                               | Stan Ockers (BEL)      | 2e       |
| 18                               | Albéric Schotte (BEL)  | 22e      |
| 19                               | Eduard Van Ende (BEL)  | HD-20    |
| 20                               | Jozef Verhaert (BEL)   | AB-13    |
| Directeur sportif : Sylvère Maes |                        |          |

| France                         | France                  | France |
| ------------------------------ | ----------------------- | ------ |
| Num                            | Coureur                 | Pos    |
| 21                             | Émile Baffert (FRA)     | 48e    |
| 22                             | Louison Bobet (FRA)     | 3e     |
| 23                             | Paul Giguet (FRA)       | 24e    |
| 24                             | Louis Déprez (FRA)      | HD-9   |
| 25                             | Robert Desbats (FRA)    | 46e    |
| 26                             | Raphaël Géminiani (FRA) | 4e     |
| 27                             | Nello Lauredi (FRA)     | 37e    |
| 28                             | Apo Lazaridès (FRA)     | 28e    |
| 29                             | Jacques Marinelli (FRA) | AB-7   |
| 30                             | Pierre Molinéris (FRA)  | 36e    |
| Directeur sportif : Jean Bidot |                         |        |

| Suisse                          | Suisse                     | Suisse |
| ------------------------------- | -------------------------- | ------ |
| Num                             | Coureur                    | Pos    |
| 31                              | Georges Aeschlimann (SUI)  | 41e    |
| 32                              | Emilio Croci-Torti (SUI)   | 43e    |
| 33                              | Ferdi Kübler (SUI)         | 1er    |
| 34                              | Martin Metzger (SUI)       | HD-8   |
| 35                              | Gottfried Weilenmann (SUI) | 50e    |
| 36                              | Fritz Zbinden (SUI)        | 51e    |
| Directeur sportif : Alex Burtin |                            |        |

| Luxembourg                         | Luxembourg            | Luxembourg |
| ---------------------------------- | --------------------- | ---------- |
| Num                                | Coureur               | Pos        |
| 37                                 | Jean Diederich (LUX)  | 18e        |
| 38                                 | Marcel Ernzer (LUX)   | HD-13      |
| 39                                 | Jean Goldschmit (LUX) | 10e        |
| 40                                 | Henri Kellen (LUX)    | AB-12      |
| 41                                 | Willy Kemp (LUX)      | 21e        |
| 42                                 | Jean Kirchen (LUX)    | 5e         |
| Directeur sportif : Nicolas Frantz |                       |            |

| Pays-Bas                        | Pays-Bas              | Pays-Bas |
| ------------------------------- | --------------------- | -------- |
| Num                             | Coureur               | Pos      |
| 43                              | Henk De Hoog (NED)    | AB-11    |
| 44                              | Wim De Ruyter (NED)   | 27e      |
| 45                              | Jefke Janssen (NED)   | NP-5     |
| 46                              | Gerrit Voorting (NED) | AB-11    |
| 47                              | Frans Vos (NED)       | AB-13    |
| 48                              | Wout Wagtmans (NED)   | AB-10    |
| Directeur sportif : Van Ierlant |                       |          |

| Cadets italiens                  | Cadets italiens        | Cadets italiens |
| -------------------------------- | ---------------------- | --------------- |
| Num                              | Coureur                | Pos             |
| 49                               | Valerio Bonini (ITA)   | AB-12           |
| 50                               | Giulio Bresci (ITA)    | AB-12           |
| 51                               | Alberto Ghirardi (ITA) | AB-12           |
| 52                               | Adolfo Leoni (ITA)     | AB-12           |
| 53                               | Alfredo Pasotti (ITA)  | AB-12           |
| 54                               | Remo Sabatini (ITA)    | AB-12           |
| Directeur sportif : Palmiro Mori |                        |                 |

| Aiglons belges                  | Aiglons belges           | Aiglons belges |
| ------------------------------- | ------------------------ | -------------- |
| Num                             | Coureur                  | Pos            |
| 55                              | Armand Baeyens (BEL)     | 23e            |
| 56                              | Marcel De Mulder (BEL)   | 16e            |
| 57                              | Isidore De Rijck (BEL)   | HD-6           |
| 58                              | Albert Dubuisson (BEL)   | AB-13          |
| 59                              | Jan Storms (BEL)         | AB-15          |
| 60                              | Marcel Verschueren (BEL) | 15e            |
| Directeur sportif : Jules Lowie |                          |                |

| Paris                             | Paris                    | Paris |
| --------------------------------- | ------------------------ | ----- |
| Num                               | Coureur                  | Pos   |
| 61                                | Jean Baldassari (FRA)    | 30e   |
| 62                                | José Beyaert (FRA)       | 47e   |
| 63                                | Serge Blusson (FRA)      | 42e   |
| 64                                | Robert Chapatte (FRA)    | AB-9  |
| 65                                | Robert Dorgebray (FRA)   | AB-7  |
| 66                                | Dominique Forlini (FRA)  | HD-18 |
| 67                                | Antoine Frankowsky (FRA) | HD-16 |
| 68                                | Lucien Lauk (FRA)        | HD-6  |
| 69                                | Maurice Quentin (FRA)    | HD-6  |
| 70                                | Jacques Renaud (FRA)     | HD-6  |
| Directeur sportif : Jean Maréchal |                          |       |

| Île-de-France - Nord-Est              | Île-de-France - Nord-Est | Île-de-France - Nord-Est |
| ------------------------------------- | ------------------------ | ------------------------ |
| Num                                   | Coureur                  | Pos                      |
| 71                                    | Gilbert Bauvin (FRA)     | 49e                      |
| 72                                    | André Brulé (FRA)        | 14e                      |
| 73                                    | Maurice De Muer (FRA)    | 32e                      |
| 74                                    | Kléber Piot (FRA)        | 6e                       |
| 75                                    | Galliano Pividori(ITA)   | AB-11                    |
| 76                                    | Roger Queugnet (FRA)     | HD-18                    |
| 77                                    | Attilio Redolfi (FRA)    | 20e                      |
| 78                                    | Nello Sforacchi (ITA)    | HD-12                    |
| 79                                    | Pierre Tacca (FRA)       | HD-9                     |
| 80                                    | Daniel Thuayre (FRA)     | AB-11                    |
| Directeur sportif : Fernand Mithouard |                          |                          |

| Ouest                              | Ouest                     | Ouest |
| ---------------------------------- | ------------------------- | ----- |
| Num                                | Coureur                   | Pos   |
| 81                                 | Amand Audaire (FRA)       | AB-14 |
| 82                                 | Robert Bonnaventure (FRA) | 44e   |
| 83                                 | Roger Chupin (FRA)        | AB-14 |
| 84                                 | Roger Creton (FRA)        | 39e   |
| 85                                 | Basile Decortès (FRA)     | AB-11 |
| 86                                 | Jean-Marie Goasmat (FRA)  | 35e   |
| 87                                 | André Mahé (FRA)          | AB-8  |
| 88                                 | Roger Pontet (FRA)        | HD-8  |
| 89                                 | Jean Robic (FRA)          | 12e   |
| 90                                 | / Gino Sciardis (ITA/FRA) | 33e   |
| Directeur sportif : Pierre Cloarec |                           |       |

| Centre - Sud-Ouest                    | Centre - Sud-Ouest         | Centre - Sud-Ouest |
| ------------------------------------- | -------------------------- | ------------------ |
| Num                                   | Coureur                    | Pos                |
| 91                                    | René Berton (FRA)          | AB-5               |
| 92                                    | Pierre Cogan (FRA)         | 7e                 |
| 93                                    | Armand Darnauguilhem (FRA) | HD-13              |
| 94                                    | Marcel Dussault (FRA)      | 31e                |
| 95                                    | Bernard Fernandez (FRA)    | AB-4               |
| 96                                    | Noël Lajoie (FRA)          | 45e                |
| 97                                    | Georges Meunier (FRA)      | 9e                 |
| 98                                    | Alain Moineau (FRA)        | HD-18              |
| 99                                    | Paul Pineau (FRA)          | HD-9               |
| 100                                   | Hervé Prouzet (FRA)        | AB-17              |
| Directeur sportif : Sauveur Ducazeaux |                            |                    |

| Sud-Est                              | Sud-Est                | Sud-Est |
| ------------------------------------ | ---------------------- | ------- |
| Num                                  | Coureur                | Pos     |
| 101                                  | Marius Bonnet (FRA)    | HD-6    |
| 102                                  | Pierre Brambilla (FRA) | 11e     |
| 103                                  | Antonin Canavèse (FRA) | HD-12   |
| 104                                  | Robert Castelin (FRA)  | 19e     |
| 105                                  | Bernard Gauthier (FRA) | 17e     |
| 106                                  | Maurice Kallert (FRA)  | 38e     |
| 107                                  | Paul Néri (ITA)        | AB-4    |
| 109                                  | Émile Rol (FRA)        | HD-6    |
| 110                                  | Antonin Rolland (FRA)  | 29e     |
| Directeur sportif : Marius Guiramand |                        |         |

| Afrique du Nord                      | Afrique du Nord         | Afrique du Nord |
| ------------------------------------ | ----------------------- | --------------- |
| Num                                  | Coureur                 | Pos             |
| 111                                  | Max Charroin (MAR)      | AB-5            |
| 112                                  | Custodio Dos Reis (MAR) | 26e             |
| 113                                  | Ahmed Kebaïli (MAR)     | 40e             |
| 114                                  | Marcel Molinès (MAR)    | HD-18           |
| 115                                  | Abdel-Kader Zaaf (MAR)  | AB-13           |
| 116                                  | Marcel Zelasco (MAR)    | HD-18           |
| Directeur sportif : Vincent Salazard |                         |                 |